# Casper Holstein

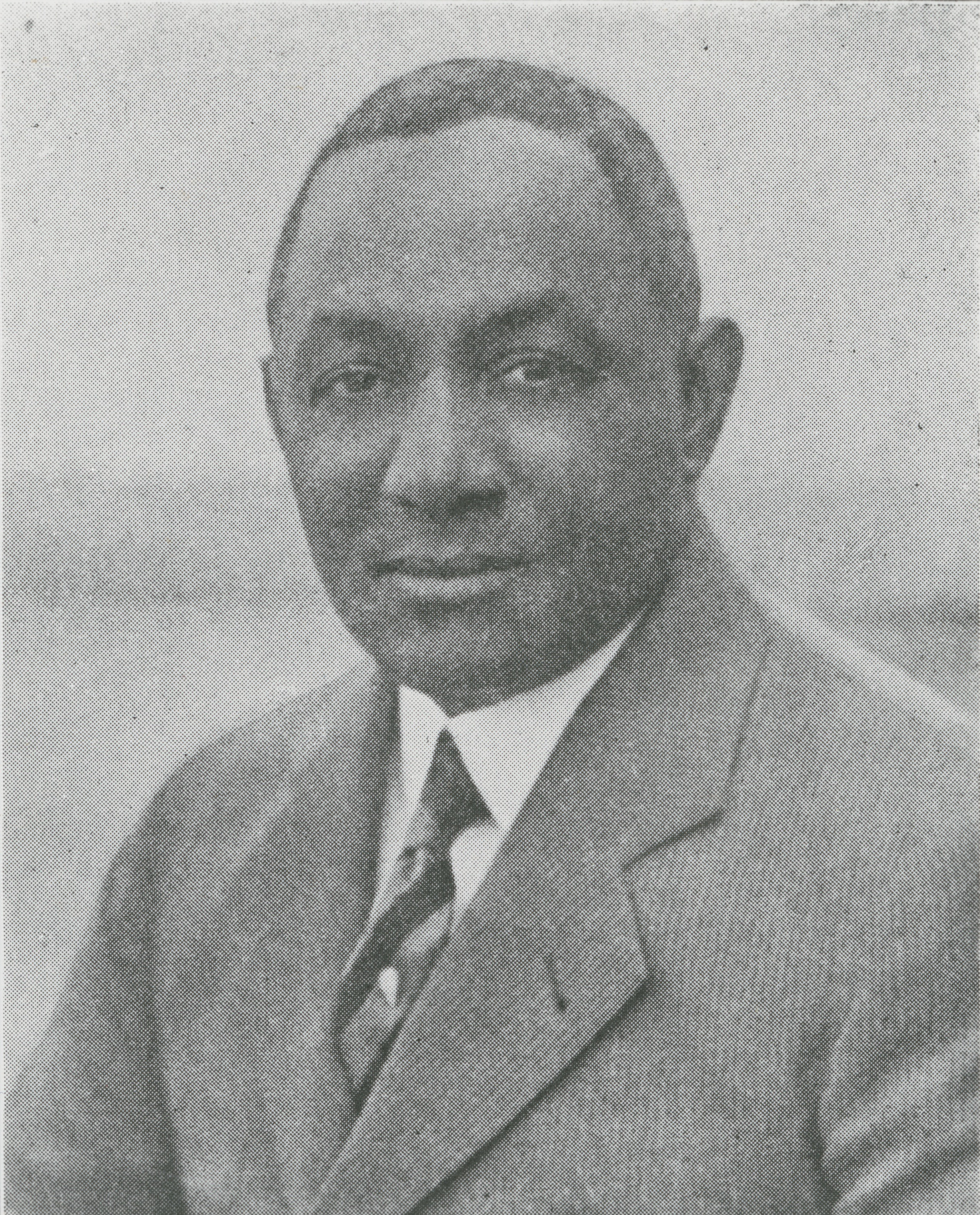
Casper Holstein

Casper Holstein (* 7. Dezember 1876 in St. Croix, Amerikanische Jungferninseln; † 5. April 1944 in New York, NY, USA) war ein bekannter New Yorker Mobster, der in Harlem für die Wiederkehr des illegalen Glücksspiels sorgte. Holstein war auch unter dem Namen „Bolita King“ bekannt.

## Frühe Jahre
Casper Holstein war afrikanischer und dänischer Abstammung und wanderte im Alter von 18 Jahren mit seiner Mutter nach New York aus. Bereits während der Highschool in Brooklyn meldete er sich zum Dienst in der United States Navy, den er nach seinem Abschluss antrat. Während des Ersten Weltkrieges wurde er auf den Amerikanischen Jungferninseln nahe seinem Geburtsort stationiert.

## Aufstieg
Nach dem Krieg arbeitete er als Hausmeister und Türsteher in Manhattan, bis er schließlich als Bote für einen Börsenmakler an der New Yorker Wall Street tätig war. In dieser Tätigkeit machte er sich mit dem System des Aktienmarktes vertraut und entwickelte auf Grundlage dessen ein Lotterie-System, mit dem er eine große Zahl an Spielern erreichte. Dies führte dazu, dass Holstein zu Beginn der Prohibition nach Schätzungen zwei Millionen Dollar verdiente und es bescherte ihm den Spitznamen "Bolita King". Zwischen Holstein und seiner Rivalin Stephanie St. Clair bestand ein Streit darüber, wer das Nummernspiel erfunden hat.
Ab dem Jahr 1932 versuchten Dutch Schultz und Dixie Davis Holstein und St. Clair aus dem Glücksspielgeschäft zu drängen, was dazu führte, dass Holstein zeitweise mit St. Clair zusammenarbeitete. Jedoch wollte Holstein eher in der Politik aktiv werden, was aber durch Gewalt untergraben wurde.
Holstein hatte inzwischen auch legale Geschäfte wie Nachtclubs und nahm zu Spitzenzeiten täglich bis zu 12.000 Dollar ein. Wegen seiner Großzügigkeit der Bevölkerung in Harlem gegenüber nannte ihn die New York Times „Harlem’s favorite hero“.
Er führte das Glücksspielgeschäft weiter, bis er 1937 verhaftet wurde.

## Politische Absichten
Holstein finanzierte eine Vielzahl von Projekten, welche die schwarze Bevölkerung unterstützten. Er war Großspender für eine gemeinnützige Organisation, die z. B. versuchte, Studentenwohnheime für Schwarze zu bauen, aber auch Künstler und Schriftsteller afroamerikanischer Abstammung förderte. Er übernahm ebenfalls die Hypothek für die New Yorker Halle der UNIA und gründete einen Hilfsfonds für Hurrikanopfer auf den Jungferninseln. Des Weiteren förderte er auch den Aufbau einer Baptistenschule in Liberia und er war Mitglied der Bürgerrechtsorganisation NAACP.

## Entführung
1928 wurde Holstein von fünf weißen Männern entführt, die versuchten, 50.000 Dollar zu erpressen. Nach drei Tagen wurde er wieder freigelassen. Er bestand darauf, dass nie Lösegeld gezahlt wurde. Die genauen Umstände wurden jedoch nie geklärt.

## Adaptionen
Der Charakter Valentin Narcisse aus der Serie Boardwalk Empire, gespielt von Jeffrey Wright, ist an Casper Holstein angelehnt.